# Canton de Châtillon
Le canton de Châtillon est une circonscription électorale française située dans le département des Hauts-de-Seine et la région Île-de-France.
À la suite du redécoupage cantonal de 2014, les limites territoriales du canton sont remaniées. Le nombre de communes du canton passe de 1 à 2.

## Histoire
Le canton de Châtillon a été créé par le décret no 67-590 du 20 juillet 1967. Il regroupe initialement les villes de Châtillon et de Fontenay-aux-Roses avec Châtillon pour chef-lieu du canton.
Le décret du 24 décembre 1984 détachera Fontenay-aux-Roses afin d'en faire un canton autonome. Ainsi, de 1984 à 2015, le canton de Châtillon ne comporte plus que la ville de Châtillon.
Par décret du 26 février 2014, le nombre de cantons du département est divisé par deux, avec mise en application aux élections départementales de mars 2015. Le canton de Châtillon est conservé et s'agrandit. Il retrouve sa configuration originale en réintégrant Fontenay-aux-Roses.

## Représentation

### Représentation avant 2015
| Période | Période          | Identité                                | Étiquette                                  | Qualité                                                                                                |
| ------- | ---------------- | --------------------------------------- | ------------------------------------------ | --- |
| 1967    | 1970             | Lucien Bailleux (1907-1993)             | PCF                                        | Maire de Châtillon (1959-1974) Suppléant du député Robert Levol (1967-1968)                            |
| 1970    | 1976             | Maurice Dolivet                         | SFIO (démissionnaire en 1970) puis UDF-PSD | Maire de Fontenay-aux-Roses (1946-1977)                                                                |
| 1976    | 1982             | Jacques Le Dauphin                      | PCF                                        | Electronicien Maire de Châtillon (1974-1983)                                                           |
| 1982    | 1985             | Philippe Marino                         | RPR                                        | Elu en 1985 dans le Canton de Fontenay-aux-Roses                                                       |
| 1985    | 1993 (démission) | Jean-Pierre Schosteck                   | RPR puis RPF                               | Maire de Châtillon depuis 1983 Sénateur (1993-2004)                                                    |
| 1993    | 1998             | Michèle Schosteck (épouse du précédent) | RPR                                        | |
| 1998    | 2004 (démission) | Thierry Wahl                            | PS                                         | Inspecteur Général des Finances Chef d'entreprise Conseiller municipal de Châtillon                    |
| 2004    | 2015             | Martine Gouriet                         | PS                                         | Ingénieur Conseillère municipale de Châtillon (depuis 2008) Présidente du groupe PS au conseil général |

### Représentation depuis 2015
| Période élective | Période élective | Mandat | Mandat   | Identité                | Nuance | Nuance | Qualité                                                                                   |
| ---------------- | ---------------- | ------ | -------- | ----------------------- | ------ | ------ | ----------------------------------------------------------------------------------------- |
| 2015             | 2021             | 2015   | 2021     | Anne-Christine Bataille |        | LR     | Conseillère municipale et ancienne adjointe au maire de Châtillon                         |
| 2015             | 2021             | 2015   | 2021     | Laurent Vastel          |        | DVD    | Médecin, ancien membre de cabinets ministériels Maire de Fontenay-aux-Roses (depuis 2014) |
| 2021             | 2028             | 2021   | en cours | Lounes Adjroud          |        | PS     | Ancien collaborateur parlementaire de Jean-Marc Germain, adjoint à la maire de Châtillon  |
| 2021             | 2028             | 2021   | en cours | Astrid Brobecker        |        | EELV   | Conseillère municipale de Fontenay-aux-Roses                                              |

### Résultats détaillés

#### Élections de mars 2015
À l'issue du 1er tour des élections départementales de 2015, deux binômes sont en ballottage : Anne-Christine Bataille et Laurent Vastel (Union de la Droite, 42,61 %) et Jacqueline Segré et Patrick Widloecher (PS, 27,8 %). Le taux de participation est de 49,42 % (18 017 votants sur 36 455 inscrits) contre 46,11 % au niveau départemental et 50,17 % au niveau national.
Au second tour, Anne-Christine Bataille et Laurent Vastel (Union de la Droite) sont élus avec 57,83 % des suffrages exprimés et un taux de participation de 46,81 % (9 337 voix pour 17 063 votants et 36 455 inscrits).

#### Élections de juin 2021
Le premier tour des élections départementales de 2021 est marqué par un très faible taux de participation (33,26 % au niveau national). Dans le canton de Châtillon, ce taux de participation est de 38,66 % (14 014 votants sur 36 251 inscrits) contre 35,09 % au niveau départemental. À l'issue de ce premier tour, deux binômes sont en ballottage : Anne-Christine Bataille et Laurent Vastel (Union au centre et à droite, 38,12 %) et Lounes Adjroud et Astrid Brobecker (Union à gauche avec des écologistes, 37,82 %).
Le second tour des élections est marqué une nouvelle fois par une abstention massive équivalente au premier tour. Les taux de participation sont de 34,36 % au niveau national, 37,05 % dans le département et 41,46 % dans le canton de Châtillon. Lounes Adjroud et Astrid Brobecker (Union à gauche avec des écologistes) sont élus avec 50,6 % des suffrages exprimés (7 288 voix pour 15 038 votants et 36 268 inscrits),,. 

## Composition

### Composition de 1967 à 1984
Le canton comptait deux communes.
- Châtillon (chef-lieu)
- Fontenay-aux-Roses

### Composition de 1984 à 2015
Le canton de Châtillon recouvrait la commune de Châtillon.
| Nom                   | Code Insee | Codepostal | Superficie (km2) | Population (dernière pop. légale) | Densité (hab./km2) |
| --------------------- | ---------- | ---------- | ---------------- | --------------------------------- | ------------------ |
| Châtillon (chef-lieu) | 92020      | 92320      | 2,92             | 34 960 (2012)                     | 11 973             |

### Composition depuis 2015
Le canton regroupe désormais deux communes entières.
| Nom                               | Code Insee | Intercommunalité         | Superficie (km2) | Population (dernière pop. légale) | Densité (hab./km2) | Modifier                                    |
| --------------------------------- | ---------- | ------------------------ | ---------------- | --------------------------------- | ------------------ | ------------------------------------------- |
| Châtillon (bureau centralisateur) | 92020      | Métropole du Grand Paris | 2,92             | 36 224 (2022)                     | 12 405             | modifier les données · modifier les données |
| Fontenay-aux-Roses                | 92032      | Métropole du Grand Paris | 2,51             | 24 586 (2022)                     | 9 795              | modifier les données · modifier les données |
| Canton de Châtillon               | 9207       |                          | 5,43             | 60 810 (2022)                     | 11 199             | modifier les données                        |

## Démographie

### Démographie avant 2015
| 1968   | 1975   | 1982   | 1990   | 1999   | 2006   | 2011   | 2012   |
| ------ | ------ | ------ | ------ | ------ | ------ | ------ | ------ |
| 37 603 | 41 687 | 39 484 | 26 411 | 28 622 | 32 077 | 33 405 | 34 960 |

### Démographie depuis 2015
En 2022, le canton comptait 60 810 habitants, en évolution de −0,14 % par rapport à 2016 (Hauts-de-Seine : +2,75 %, France hors Mayotte : +2,11 %).
| 2013   | 2018   | 2022   |
| ------ | ------ | ------ |
| 58 342 | 62 352 | 60 810 |